# 三田昇馬
- 三田昇馬
- 三田昻馬
- 三田昂馬

三田 昇馬（みた こうま、1836年4月30日（天保7年3月15日）- 1901年（明治34年）5月20日）は、幕末から明治期の徳島藩家老稲田家重臣、裁判官、政治家。貴族院勅選議員。初名・直方、号・高陽間人。

## 経歴
淡路国津名郡洲本城下洲本紺屋町（現兵庫県洲本市）で、稲田家家臣・三田省輔の三男として生まれる。稲田家学問所・益習館で学んだ。内藤弥兵衛、立木兼善らと天誅組運動に加わり徳島藩から禁固処分を受けたが、朝廷の命により釈放された。明治元年2月（1868年）軍監役、糺問局頭取として有栖川宮 東征大総督の護衛として東征に従軍した。
明治2年6月17日（1869年7月25日）の版籍奉還で稲田家旧家臣が士族に編入されなかったため、七条弥三右衛門、内藤弥兵衛らと徳島藩からの分藩運動を起こした。そのため徳島藩の若手士族の怒りを買い、彼らは明治3年5月（1870年）に洲本の稲田家を襲撃した庚午事変を起こした。その後、稲田家の番頭として過ごし、1873年（明治6年）大阪に転居し、1874年（明治7年）司法省十等出仕となり東京裁判所勤務に勤務した。以後、埼玉裁判所勤務、名古屋裁判所勤務、山田区裁判所長、天草始審裁判所長、天草治安裁判所長、熊本始審裁判所詰、浦和始審裁判所熊谷支庁長、同始審裁判所判事、熊谷区裁判所詰兼浦和地方裁判所熊谷支部長、青森地方裁判所部長などを歴任した。その他、執達吏登用試験委員長なども務めた。
1897年（明治30年）12月23日、貴族院議員に勅選され、死去するまで在任した。

## 栄典
- 1897年（明治30年）12月28日 - 勲四等瑞宝章[9]